# Fermilab
Fermi National Accelerator Laboratory (Fermilab) je speciální laboratoř Ministerstva energetiky Spojených států pro výzkum fyziky částic s vysokou energií. Je od roku 2007 provozována Fermiho výzkumnou aliancí (Fermi Research Alliance), což je společný podnik University of Chicago a Asociace univerzitního výzkumu (Universities Research Association – URA). Nachází se na okraji města Batavia v Illinois poblíž Chicaga.
Tevatron, umístěný ve Fermilab, byl až do roku 2008, kdy byl zahájen provoz LHC u Ženevy, nejsilnějším urychlovačem částic na světě. Protony a antiprotony urychloval na 980 GeV a kolize proton-proton realizoval s energií až 1.96 TeV, čímž se stal prvním zařízením, které dosáhlo teraelektronvoltové energie. Byl se svými 6,3 km délky čtvrtým nejdelším urychlovačem na světě. Jedním z nejdůležitějších objevů, realizovaných na Tevatronu, byl objev top quarku v roce 1995. Jeho činnost byla ukončena v roce 2011. Od té doby je nejsilnějším zařízením Fermilab jejich hlavní injektor s obvodem 3,3 km. V roce 2020 byla zahájena stavba nového (lineárního) urychlovače PIP-II.
Fermilab provozuje řadu experimentů s neutriny, například MicroBooNE (Micro Booster Neutrino Experiment), ICARUS (Imaging Cosmic and Rare Underground Signals), NOνA (NuMI Off-Axis νe Appearance) a Muon g-2. Již ukončené experimenty zahrnují MINOS (Main Injector Neutrino Oscillation Search), MINOS+, MiniBooNE, SciBooNE (SciBar Booster Neutrino Experiment) a SeaQuest. Detektorem pro experiment MiniBooNE byla koule 12 m v průměru, naplněná 800 tunami minerálního oleje, obalená 1520 fotomultiplikátorovými detektory. Experiment zachytil asi 1 milion neutrinových událostí každý rok. SciBooNE byl instalován na témže neutrinovém paprsku, ale měl vylepšené detektory. Pro experimenty NOvA a MINOS byl instalován jiný, intenzivnější neutrinový paprsek, který procházel Zemí 732 km až k Soudan Mine a k Ash River v Minnesotě, kde byl umístěn vzdálený detektor NOvA. V roce 2017 byl z CERN do Fermilab přemístěn neutrinový experiment ICARUS, s plánovaným začátkem provozu v roce 2020.
Fermilab se také zabývá výzkumem kvantové informatiky, k čemuž v roce 2019 založila tzv. Fermilab Quantum Institute. Od roku 2020 je ve Fermilab také umístěno středisko pro výzkum materiálů pro kvantovou superkonduktivitu (SQMS – Superconducting Quantum and Materials Science) center.

## Současný výzkum
Fermilab ukončil a odstranil experiment s CDF (Collider Detector at Fermilab), aby udělal místo pro IARC (Illinois Accelerator Research Center). Stavební práce byly zahájeny na experimentech LBNF/DUNE a PIP-II, zatímco experimenty NOνA a Muon g−2 pokračují ve sběru dat. Laboratoř také pokračuje ve výzkumu v oboru kvantové informatiky, včetně vývoje teleportační technologie pro kvantový internet a prodlužování životnosti supravodivých rezonátorů pro použití v kvantových počítačích.

### Muon g−2
Muon g−2: (výslovnost “gé mínus dva”) je experiment částicové fyziky, mající za cíl změření anomálního magnetického momentu mionu s přesností na 0,14 ppm, což by měl být citlivý test standardního modelu. Fermilab tím pokračuje v experimentu, prováděném v Brookhaven National Laboratory, který měřil anomální magnetický dipólový moment muonu.
Experiment začal sběr dat ve Fermilab v roce 2018. V roce 2021 laboratoř oznámila, že výsledky úvodní studie odporují standardnímu modelu a mají potenciál objevu nových fyzikálních sil a částic.